# Éric Rognard
Éric Rognard est un scénariste français. Il travaille essentiellement pour la télévision mais il a également cosigné le scénario du film Le Renard et l'Enfant (2007) et il a aussi travaillé pour le théâtre, cosignant L'Affaire Seznec (2010), mis en scène par Robert Hossein.

## Filmographie
- 1988 : Voisin, voisine (série télévisée)
- 1989 : Tribunal (série télévisée)
- 1993 : Les Intrépides (série télévisée)
- 1993 : Une famille pas comme les autres (série télévisée)
- 1993 : Classe mannequin (série télévisée)
- 1993-1995 : Seconde B (série télévisée)
- 1996 : C'est cool ! (série télévisée)
- 1996 : Chienne de vie (téléfilm)
- 1998 : L'Imposteur (téléfilm)
- 2000 : Chercheur d'héritiers (série télévisée)
- 2003 : Oedipe (N+1) (court métrage)
- 2007 : Le Renard et l'Enfant
- 2008-2011 : Section de recherches
- 2010 : L'Affaire Seznec : c'est vous qui allez le juger (théâtre filmé)
- 2011 : Assassinée (téléfilm)